# Stuart Davis
Stuart Davis (Philadelphia, 7 december 1894 - New York, 24 juni 1964) was een Amerikaans kunstschilder, te rekenen tot de modernisten. Hij was vooral geïnteresseerd in het kubisme en de abstracte kunst. Hij is bekend vanwege zijn belangstelling voor de jazz-muziek en pop art-schilderijen uit de jaren 40 en 50.

## Leven
Hij werd geboren in Philadelphia als zoon van Edward Wyatt Davis en Helen Stuart Davis. Zijn beide ouders waren kunstenaar. Zijn vader was de art editor van de Philadelphia Press, terwijl zijn moeder beeldhouwer was.
In 1910 vertrok hij naar New York om bij Robert Henri te studeren, de leider van de vroeg moderne kunst groep De Acht. Hij was een van de jongste schilders die exposeerde op de controversiële Armory Show van 1913. Op deze expositie maakte hij kennis met het werk van Vincent van Gogh en Pablo Picasso en mede hierdoor werd hij een toegewijd "modern" kunstenaar en een belangrijke vertegenwoordiger van het kubisme en modernisme in Amerika.
Tijdens zijn studie werkte Stuart als illustrator en cartoonist voor Harper's Bazaar en voor de Masses. In zijn beginjaren werkte hij vooral in de traditie van het impressionisme en het expressionisme, pas in 1921 deed hij experimenten met het kubisme.
Vanaf 1920 maakte Stuart Davis enkele reizen, waaronder naar Mexico en Parijs. Dankzij de indrukken die hij opdeed tijdens deze reizen kon hij zijn eigen stijl ontwikkelen en werd hij o.a. beroemd met platte vormen, sterke kleuren, tekens en ritmische structuren. Hiermee gaf hij jazz-muziek en de stedelijke dynamiek weer.
Aan het eind van de jaren twintig en begin van de jaren dertig begon Stuart steeds abstracter te werken. Zijn doel was om voorstellingsloze  kunst te ontwikkelen. In deze periode maakte hij werk met grote strepen en zeer kleurige letters.
Hij was vanaf 1931 docent aan de Art Students League of New York.

## Invloed
Stuart had een belangrijke invloed op de abstracte en expressionistische kunst.
In 1944 was er een grote tentoonstelling in het Museum of Modern Art in New York en na zijn dood, in 1965, bij de Smithsonian Institution in Washington.

## Galerij

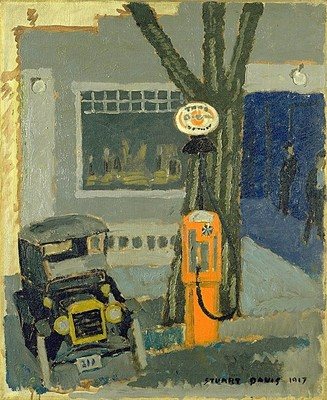
Garage No. 1, 1917, Hirshhorn Museum and Sculpture Garden, Washington
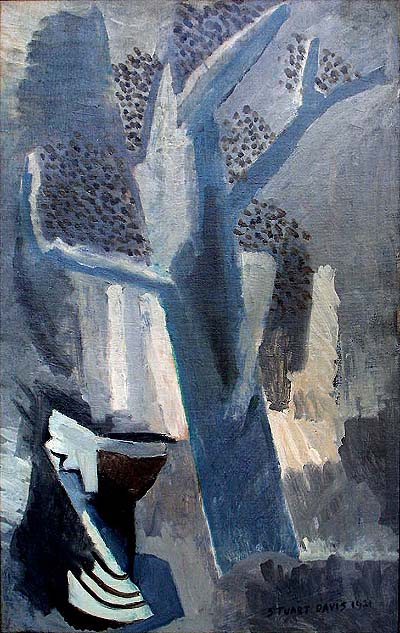
Tree and Urn, 1921, 30 × 19 inches
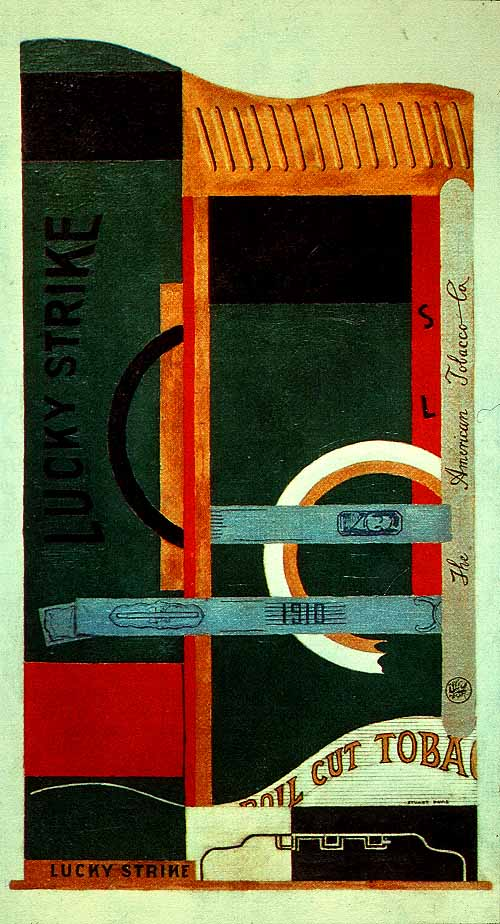
Lucky Strike, 1921, Museum of Modern Art, New York
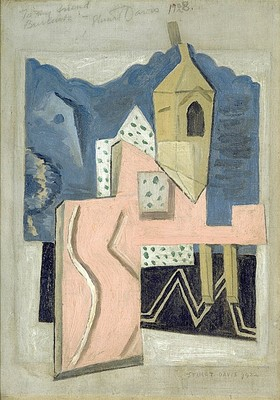
Steeple and Street, 1922, Hirshhorn Museum and Sculpture Garden, Washington